# 沈水湾街道
沈水湾街道，是中华人民共和国辽宁省沈阳市和平区下辖的一个乡镇级行政单位。

## 行政区划
沈水湾街道下辖以下地区：
安泰社区、滨河湾社区、远洋社区、中海社区、富海澜湾社区、中航社区、中海和平门社区、丽湾国际社区、中海上东社区和中海合众社区。